# Carton (art)
Pour les articles homonymes, voir Carton.
En art, un carton est une ébauche,  à l'échelle ou en dimensions  autres, à partir de laquelle la version définitive d'une peinture, d'une fresque, d'une mosaïque, d'un vitrail, d'une sculpture ou d'une tapisserie est réalisée.
Parmi les peintres les plus célèbres qui ont exécuté des cartons figurent Raphaël (et les fameux Cartons de Raphaël), Andrea Mantegna, Francisco de Goya (et ses cartons) ou encore Léonard de Vinci.
Le cartonnier est l'un des métiers d'art qui en découle.

## Différents types de cartons

### Carton pour panneau ou toile
Ce type de carton est généralement dessiné fortement contrasté. C'est en ceci que se trouve la similitude entre les cartons pour toile et les cartons pour sculpture.

### Carton pour fresque

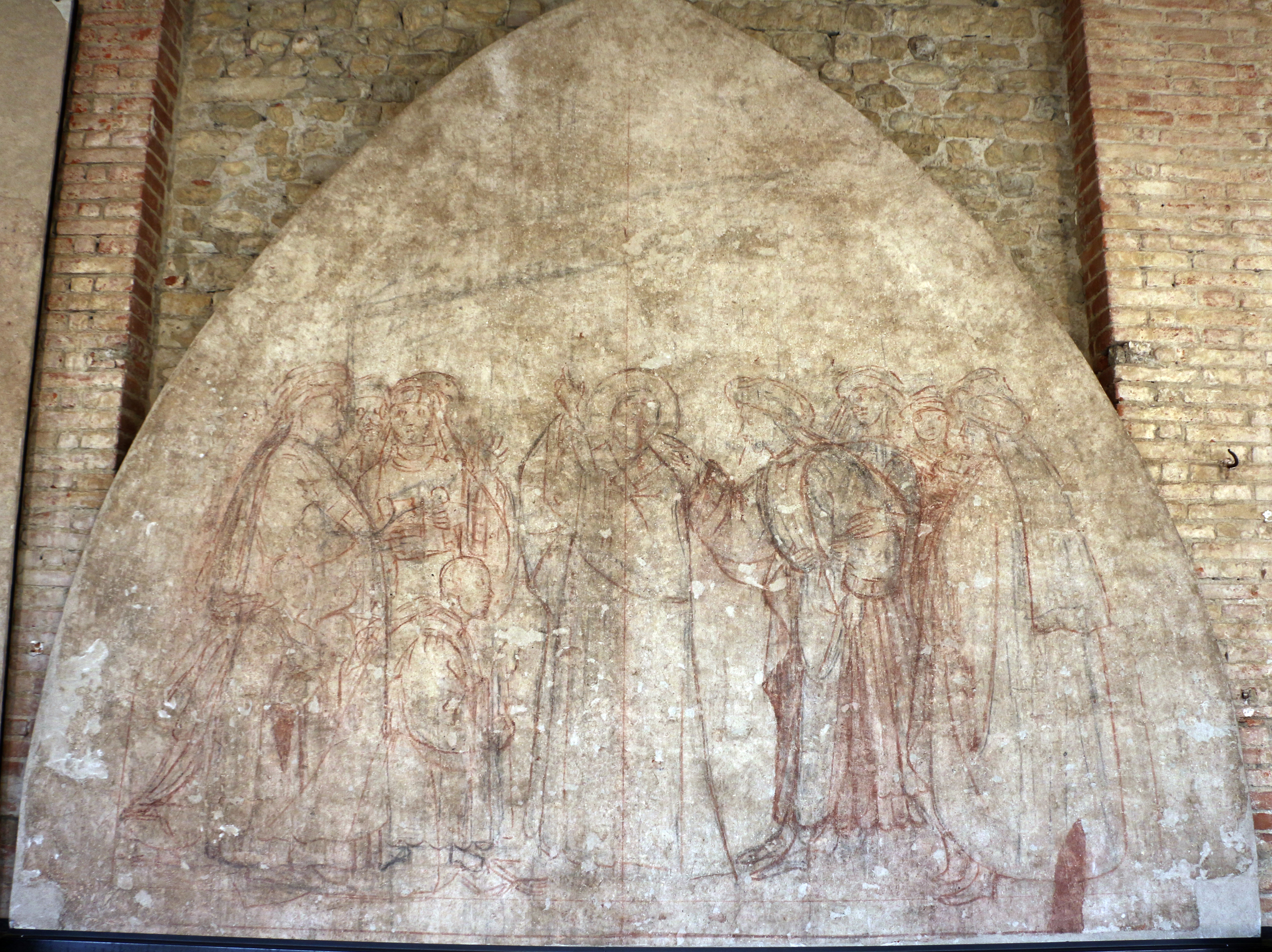
Paolo Uccello, sinopia pour la fresque de la chapelle de l'Assomption (1433). Duomo, Prato.

Le carton préparatoire est un outil utilisé, surtout depuis la Renaissance, pour réaliser des fresques. En raison de leur fragilité et des difficultés liées à leur conservation, peu de cartons d'artistes nous sont parvenus. Parmi les cartons les plus célèbres figurent ceux de Léonard de Vinci, de Raphaël et de Michel-Ange.
Le carton de L'École d'Athènes de Raphaël est conservé à la Pinacothèque Ambrosienne de Milan ; le carton de la bataille de Cascina de Michel-Ange, destinée au Palazzo Vecchio à Florence a été volé en 1527. 
Les esquisses réalisées pour les fresques sont en général réalisées au moyen d'un carton. C'est après que celui-ci a été dessiné qu'on dépose, traditionnellement, un enduit de chaux — le matériel le plus communément utilisé pour la peinture murale — sur la surface du mur. Le dessin est reporté sur l'enduit encore frais et la couleur est peinte rapidement avant que l'enduit ne soit sec.
Il existe deux manières de transposer l'esquisse sur le plâtre :
- en frottant le dos avec de la craie et en traçant le dessin de l'autre côté avec une pointe dure ;
- la méthode du pochoir (en italien spolvero, qui consiste à perforer le dessin et passer de la poussière de fusain ou du noir de fumée à travers les orifices réalisés. Dans ce cas, le dessin est donc percé de petit trous, réalisés en suivant les traits à l'aide d'une molette (une roue dentée), et un chiffon contenant la poudre noire est légèrement passé en tamponnant sur le papier posé à même l'enduit, afin que le noir s'échappe du chiffon et traverse les petits trous du « carton ».

### Carton pour vitrail
Pour réaliser un vitrail, le ou les cartons à réaliser diffèrent totalement des autres supports finaux. En effet, cet art doit être abordé de manière particulière, puisque chaque morceau de verre peut être traité indépendamment, la couleur primant sur la finesse du dessin. Il faut donc un carton général pour la distribution de toutes les pièces, puis, éventuellement, un carton pour chaque pièce.

### Carton pour sculpture
Il est très utile de réaliser un dessin préparatoire d'une sculpture sur un carton, car au moment de tailler la matière, l'artiste pourra marquer avec une grande précision les formes ainsi que toutes les mesures nécessaires avant de la commencer à travailler.

### Carton pour tapisserie

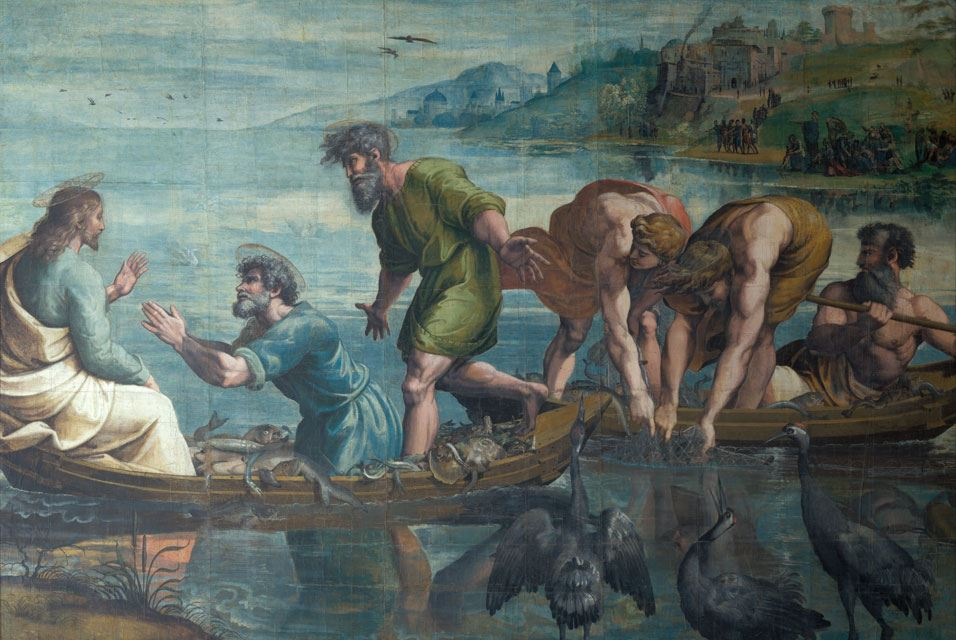
Raphaël, carton pour tapisserie : La Pêche miraculeuse (1515). Couleurs sur papier, monté sur toile,  H. 3,20 m. Victoria and Albert Museum.
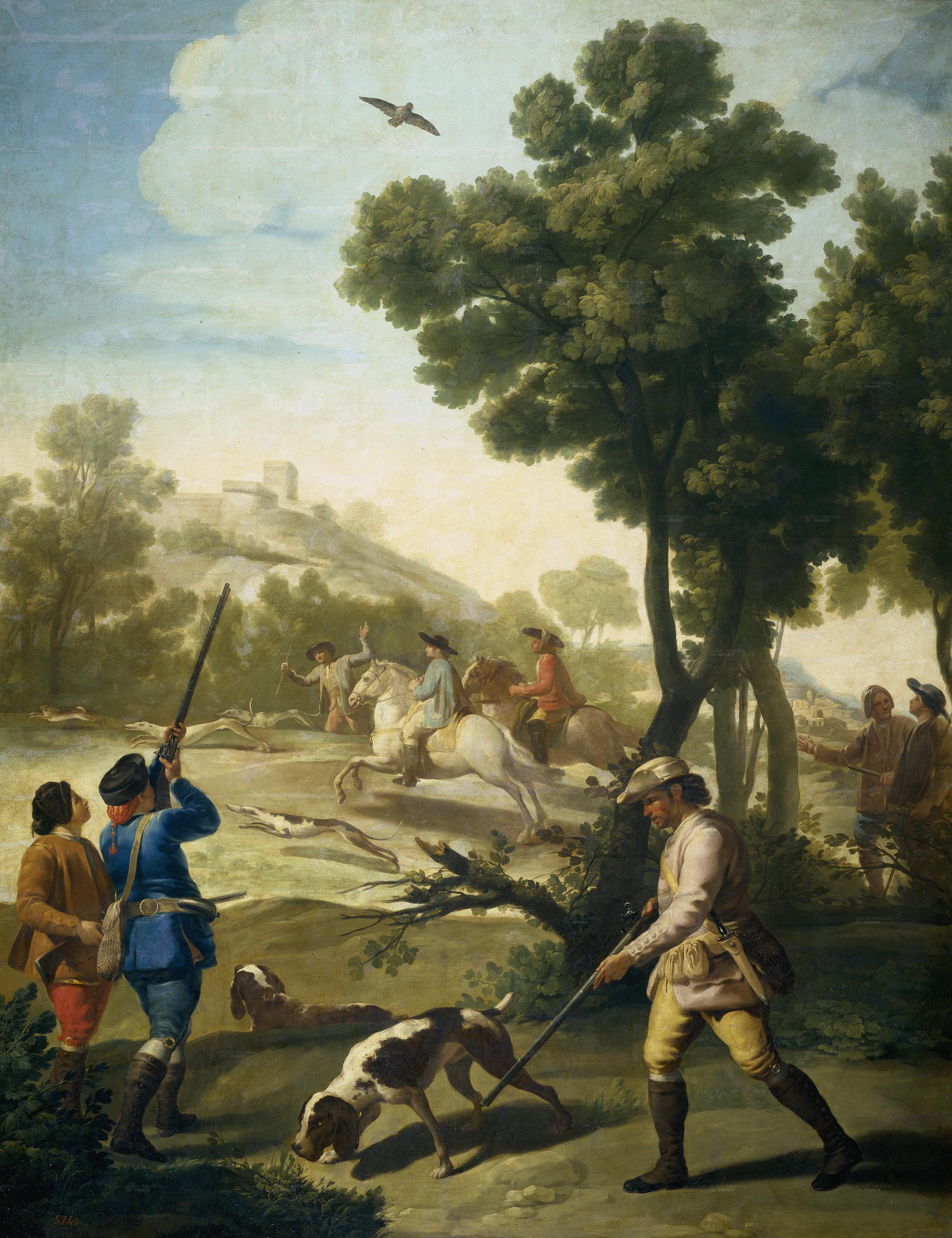
L'Ombrelle, Goya (1777). Cartons pour tapisserie, huile sur toile, H. 2,90 m. Musée du Prado[3].

Dans les cartons pour tapisserie, on utilise un carton coloré afin que les tisserands puissent exécuter avec habileté la transposition du carton sur la toile. Le carton se situe sous les fils s'il s'agit d'un métier à tisser horizontal. Dans le cas d'un métier à tisser de hautes lisses, le carton est situé derrière celui qui manipule l'instrument de façon que l'image se voit comme si elle était reflétée dans un miroir.
C'est grâce aux tapisseries que la technique du carton a obtenu une popularité internationale. Au XVIe siècle, Raphaël ébaucha ses fameux « Cartons de Raphaël », dans lesquels il illustrait des scènes bibliques.
Au XVIIIe siècle, afin de cesser d'importer des tapisseries flamandes et françaises, et en accord avec l'esprit afrancesado du roi Philippe, la Fabrique royale de tapisserie est fondée à Madrid. Parmi les peintres qui y travaillent, se trouvaient Anton Raphael Mengs et Francisco Bayeu, qui illustrait dans ses œuvres des scènes de mœurs qui plaisaient tant à Charles III et à son fils Charles IV. Bayeu embaucha son beau-frère, Francisco de Goya, qui commençait à jouir d'une bonne réputation pour ses œuvres réalisées à Saragosse. Entre 1775 et 1792, Goya réalisa plus de soixante cartons destinés à décorer les palais de l'Escurial et du Pardo du prince des Asturies.

## Le carton, œuvre d'art en lui-même

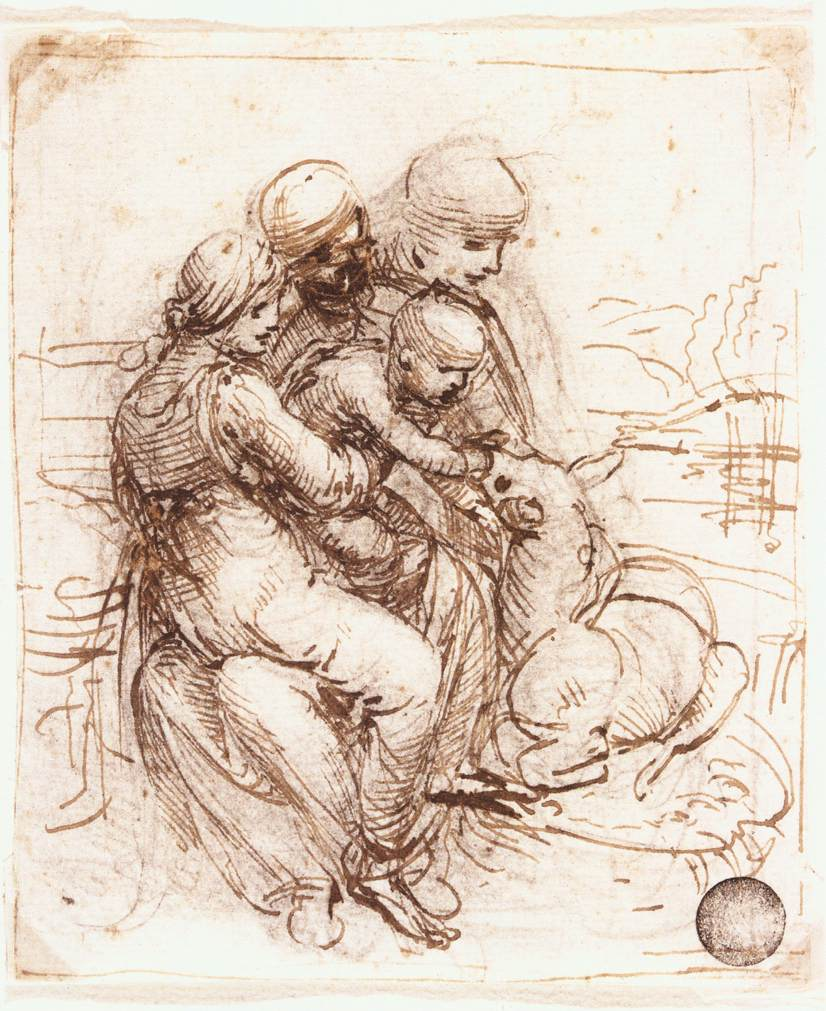
Léonard de Vinci, Vierge à l'Enfant avec sainte Anne, crayon, dessin à la plume et encre sur papier, vers 1501-1506, Galeries de l'Académie de Venise.

Les cartons ont été prisés très tôt par les artistes et les amateurs ; les plus grands musées sont aujourd'hui riches de cartons dessinés par les plus grands artistes. 
Les dessins, traités contrastés et rehaussés de blanc, sont, selon Giorgio Vasari, appréciés depuis peu lorsqu'il écrit Les Vies des meilleurs peintres, sculpteurs et architectes en 1550. Il y fait l'éloge de cartons d'Andrea del Verrocchio et de Léonard de Vinci. Un carton de ce dernier représentant Adam et Ève péchant au paradis terrestre, destiné à une portière devant être tissée dans les Flandres, est déjà détenu par Ottaviano de Médicis. 
Vers 1500, Léonard de Vinci expose à Florence au public, le carton d'un tableau encore inachevé d'une Vierge à l'Enfant avec sainte Anne, frappant ses contemporains par son caractère magistral. Quelques années plus tard, les cartons de Léonard de Vinci et Michel-Ange pour les immenses fresques destinées à la salle du Grand Conseil au Palazzo Vecchio, La Bataille d'Anghiari et La Bataille de Cascina, sont présentés aux Florentins et étudiés par les artistes présents dans la République. Les cartons peuvent désormais assurer la renommée d'un artiste, comme pour Perin del Vaga en 1522-1523 pour le carton de La Légende des dix mille martyrs pour la Compagnia dei Martiri de Florence. Les cartons des peintures murales, de dimensions monumentales ont été difficilement conservés, étant difficiles à manipuler sans les déchirer.
Les collectionneurs de cartons de la Renaissance ont aussi un goût certain pour la peinture et la sculpture comme  François Ier qui possédait celui de Sainte Anne, la Vierge et l'Enfant Jésus jouant avec un agneau de Léonard de Vinci. Bernardo Vecchietti, qui possédait le carton de la Léda, était engagé dans les cercles intellectuels fréquentés par des humanistes comme Baccio Valori ou Benedetto Varchi. Certains cartons furent conservés par d'autres artistes qui leur accordaient un grand prix, comme les orfèvres Giovanni di Goro et Giovanni di Baldassare. Certains cartons de Michel-Ange, dont ceux des Ignudi et des Prophètes du plafond de la chapelle Sixtine, passèrent à son élève Antonio Mini, puis à Benvenuto Cellini avant d'être acquis par des collectionneurs comme Bernardo Vecchietti ou Giralamo degli Albizzi.

## Confection et exécution des cartons à la Renaissance

### Composition du support
Le peintre détermine ou relève d'abord la dimension de la surface à peindre. Pour les grandes surfaces, il assemble plusieurs feuilles de papier, dont les dimensions varient ente 43 × 56 cm et 45 × 58 cm, qu'il fixe avec de la colle d'amidon afin d'obtenir une surface équivalente de la surface totale à réaliser. Ces feuilles, qui dans la première moitié du XVIe siècle sont généralement de couleur neutre, du blanc au crème, nécessitent souvent une mise à plat préalable. L'assemblage est uniformisé et aplati par humidification par aspersion, alors qu'il est fixé par les bords sur un mur. Il peut ensuite être parfois apprêté avec un lavis d'encre beige.

### Exécution du dessin

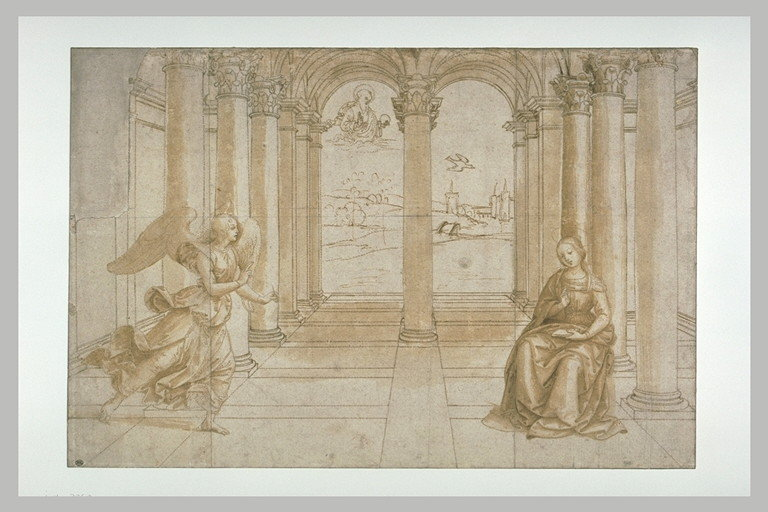
Raphaël, L'Annonciation, plume et encre brune, lavis brun-beige, pierre noire,, musée du Louvre, département des Arts graphiques.

Les cartons de petite dimension sont dessinés sur le papier posé à plat ou sur un plan peu incliné, à la plume et à l'encre brune, souvent sur une mise en place à la pierre noire ; les ombres sont exécutées au lavis.
Le dessin des grandes compositions est étudié au préalable à petite échelle sur des feuilles séparées. Il est reporté sur le carton disposé verticalement. Le changement d'échelle est fréquemment facilité par le tracé d'une mise au carreau. Le carton est alors exécuté avec un bâtonnet de matière carbonée, soit minérale (pierre noire), soit végétale (fusain), monté sur un long portemine, qui marque les contours au trait et les ombres au moyen de hachures. Les parties devant apparaître très claires sont soit laissées vierges, soit réhaussée à la craie blanche, employée sèche, ou avec un pigment mêlé à de l'eau et à de la gomme arabique, nécessitant alors une pose au pinceau.
Giovanni Battista Armenini nomme en 1584, le carton à ce stade ben finito cartone (carton achevé). Il peut être éventuellement alors soumis à l'approbation du commanditaire avant d'être reporté sur la surface à peindre.

### Report auspolvero
Le report au spolvero se fait généralement directement sur la surface à peindre. Cette méthode est aussi utilisée pour transférer les contours d'une partie du carton sur un autre papier où le motif doit être retravaillé dans le détail. Depuis une étude de Oskar Fischel de 1937, ce type de dessin est appelé « auxiliary cartoon » (carton auxiliaire). Sa pratique est connue dès le XVe siècle et utilisée dans l'atelier du Pérugin où Raphaël s'est formé.
Pour éviter d'appliquer la ponce, le petit sac contenant du noir de fumée, de la pierre noire en poussière ou une autre matière colorée finement broyée, directement sur le carton et de le salir, le peintre applique souvent le ben finito cartone sur un autre assemblage de feuilles restées vierges, qui va servir de « carton de substitution ». Les deux cartons sont alors parfaitement superposés ; tous les motifs du ben finito cartone devant être reportés sont piquetés en prenant soin de perforer en même temps le « carton de substitution ». Le ben finito cartone demeure le modèle visuel et le « carton de substitution », dit aussi poncif, est soumis au travail de la ponce.
Pour éviter l'altération par la poussière de la ponce, l'artiste peut encore l'appliquer sur le verso du dessin. Cela présente toutefois l'inconvénient d'inverser le motif sur la surface à peindre.

### Report à la pointe ou au stylet
Le report peut être obtenu en frottant le verso du dessin avec un charbon de bois de fusain ou de saule, ou avec de la poudre noire, puis en repassant les motifs du recto avec une pointe sèche ou un stylet, souvent de laiton ou d'argent, le carton étant disposé sur la surface à peindre. Le transfert s'effectue par la pression exercée sur la pointe au recto. Le dessin apparait alors sous la forme de traits. Des « cartons de substitution » peuvent aussi être créés pour ne pas altérer le papier des cartons.

### Cartons découpés

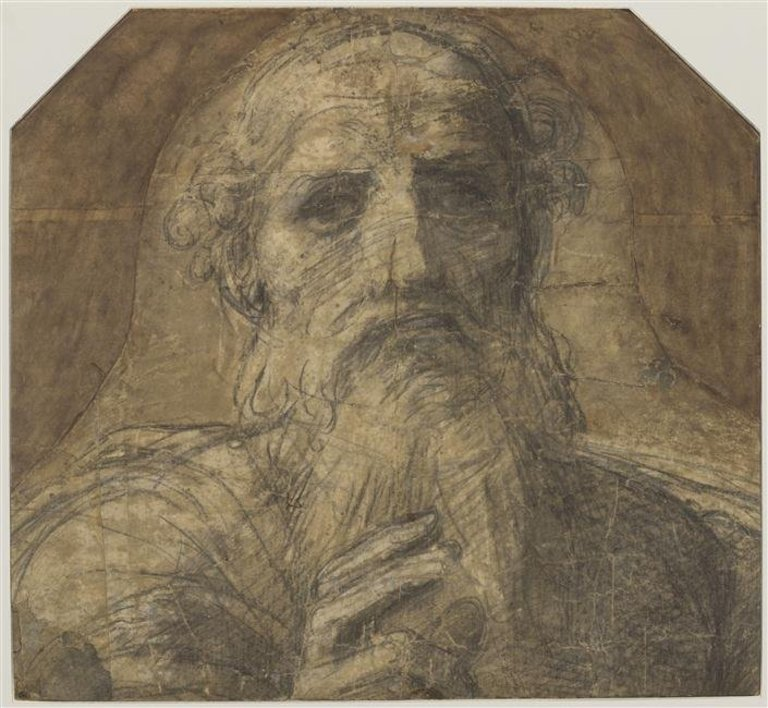
Raphaël, Dieu, en buste, vu de face, bénissant, musée du Louvre, département des Arts graphiques INV 3868, où le découpage est bien visible.

Pour les peintures monumentales et celles exécutées à la fresque, le carton est découpé progressivement pour pouvoir le manipuler, mais aussi pour y prélever la partie correspondant à la giornata, la zone d'enduit frais prête à être peinte. Cela se fait généralement  en suivant les contours d'un motif afin de dissimuler les raccords.

### Emploi du carton d'un peintre par un autre
Le carton est aussi un moyen de guider le travail d'autres peintres et de leur déléguer, en partie ou en totalité, l'exécution d'une œuvre.
L'exécution des peintures murales monumentales constituait une entreprise collective. Les tâches étaient partagées entre le cartonnier, généralement titulaire du marché et dessinateur des projets, et les exécutants, dont certains connurent un brillant avenir. Les fresques romaines de Raphaël témoignent largement de ce fonctionnement d'atelier. Exceptionnellement, certains peintres de renom demandèrent aussi à des collaborateurs de valeur d'exécuter des cartons de leurs œuvres sous leur tutelle, comme Pinturicchio à Sienne avec Raphaël, Raphaël avec Jules Romain ou Pontormo avec Bronzino.
Pontormo peignit deux tableaux, dont Vénus et Cupidon, sur la base de cartons de Michel-Ange vers 1531-1534, lequel croyait en son talent de peintre et donna son aval, à la demande de mécènes, qui n'avaient pu obtenir de lui qu'un carton. Michel-Ange donna lui-même des cartons à ses amis peintres, et notamment à Sebastiano del Piombo. Battista Franco, pour sa part, se permit agrandir l'échelle des figures de cartons du maître. Les cartons sont ainsi l'expression aussi d'une certaine solidarité artistique.

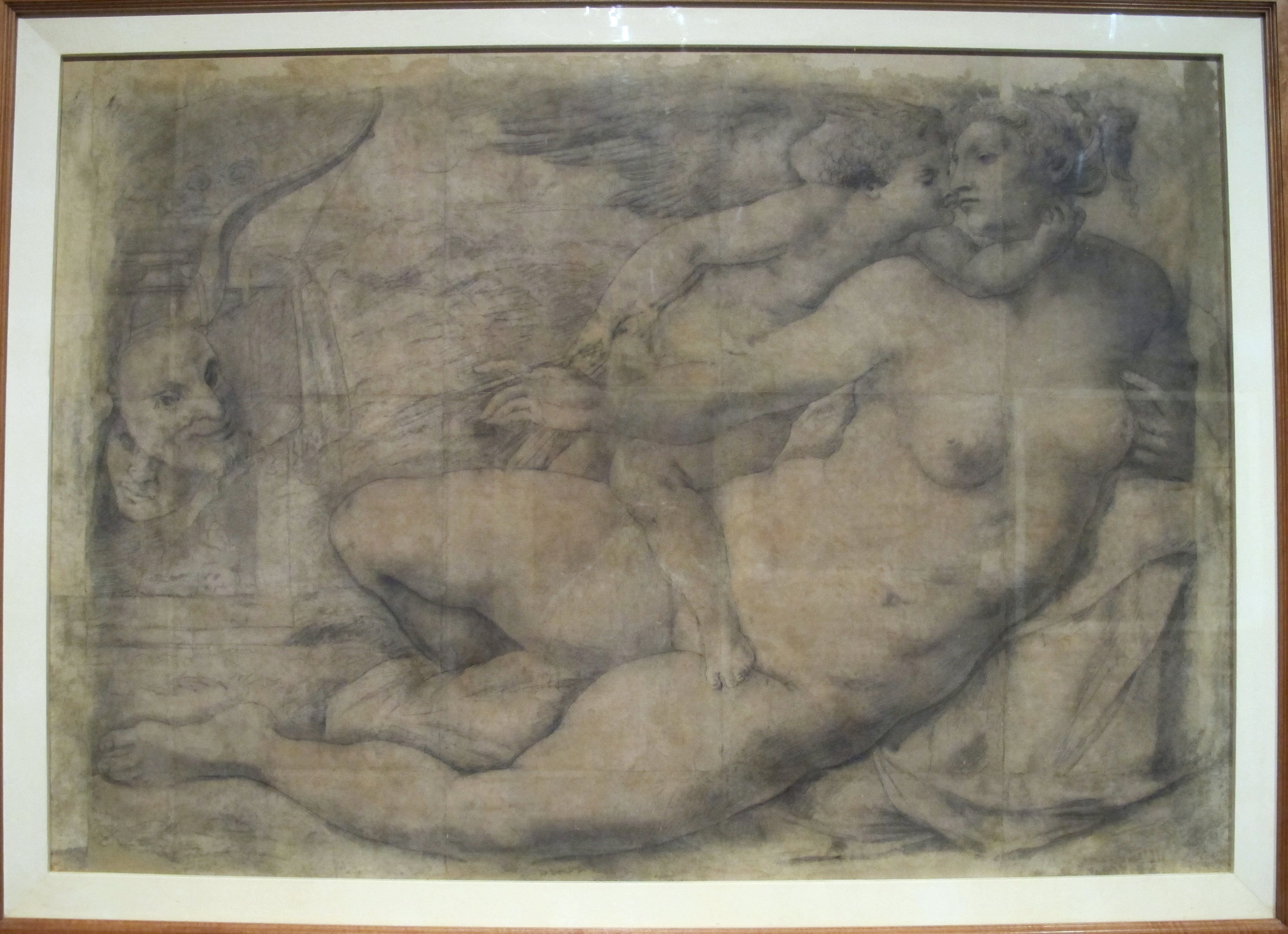
D'après Michel-Ange, Vénus et l'Amour, vers 1534, Musée de Capodimonte, inv. 2511.
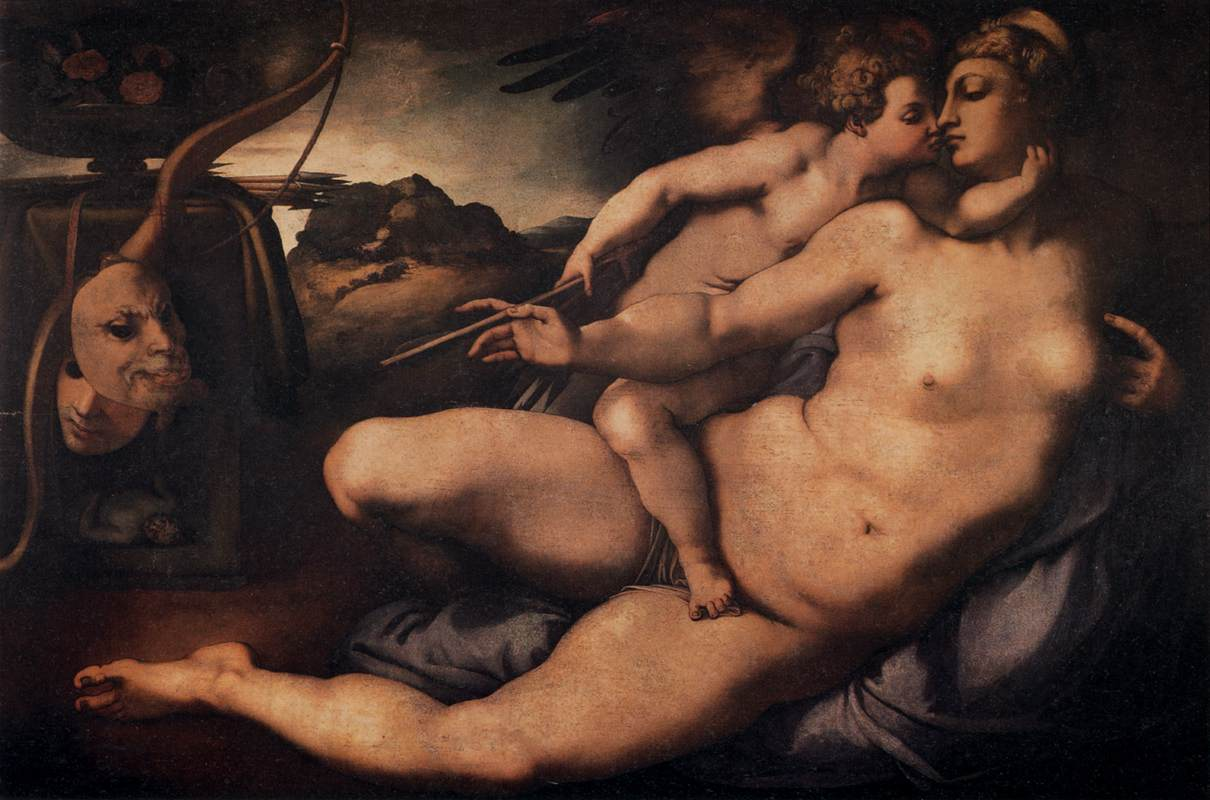
Jacopo Pontormo, Venus et Cupidon, Galerie des Offices.